# Emi Yamamoto
Emi Yamamoto (Tóquio, 9 de março de 1982) é uma futebolista japonesa, que atua como meia.  que atua como meia. 

## Carreira
Atuou pela seleção de seu país nos Jogos Olímpicos de 2004, marcando um gol nas quartas-de-final.